# Associazione Sportiva Bisceglie 1993-1994
Questa voce raccoglie le informazioni riguardanti  l'Associazione Sportiva Bisceglie nelle competizioni ufficiali della stagione 1993-1994.

## Rosa
| N. |                   | Ruolo | Calciatore            |
| -- | ----------------- | ----- | --------------------- |
|    | Italia (bandiera) | P     | Nicola Abrescia       |
|    | Italia (bandiera) | A     | Massimo Borrelli (II) |
|    | Italia (bandiera) | D     | Michele Carrassi      |
|    | Italia (bandiera) | A     | Giuseppe Caruso       |
|    | Italia (bandiera) | A     | Nicola Chiarella      |
|    | Italia (bandiera) | D     | Leo Criaco            |
|    | Italia (bandiera) | D     | Nicola Diliso         |
|    | Italia (bandiera) | D     | Giuseppe Di Meo       |
|    | Italia (bandiera) | C     | Rocco Antonio Divella |
|    | Italia (bandiera) | D     | Italo Franchini       |
|    | Italia (bandiera) | C     | Sergio Galeazzi       |
|    | Italia (bandiera) | C     | Massimo Gallo         |
|    | Italia (bandiera) | P     | Stefano Grilli        |

| N. |                   | Ruolo | Calciatore                 |
| -- | ----------------- | ----- | -------------------------- |
|    | Italia (bandiera) | C     | Giovanni Iovino            |
|    | Italia (bandiera) | D     | Pier Paolo Lauretti        |
|    | Italia (bandiera) | A     | Aurelio Lo Re              |
|    | Italia (bandiera) | C     | Claudio Minincleri         |
|    | Italia (bandiera) | C     | Giuseppe Orecchia          |
|    | Italia (bandiera) | A     | Francesco Pisicchio        |
|    | Italia (bandiera) | C     | Massimo Francesco Pizzulli |
|    | Italia (bandiera) | C     | Giovanni Polimuro          |
|    | Italia (bandiera) | C     | Antonio Rubino             |
|    | Italia (bandiera) | C     | Roberto Sacco              |
|    | Italia (bandiera) | P     | Luigi Sassanelli           |
|    | Italia (bandiera) | C     | Raffaele Alessandro Simone |
|    | Italia (bandiera) | A     | Marco Spilli               |